# Vampire Academy (Film)
Vampire Academy ist ein US-amerikanischer Fantasyfilm aus dem Jahr 2014. Der Regisseur Mark Waters produzierte den Film in Zusammenarbeit mit der US-Filmgesellschaft The Weinstein Company. Er basiert auf dem Roman Blutsschwestern von Richelle Mead. Der Film lief am 7. Februar 2014 in den amerikanischen Kinos an. In Deutschland startete der Film am 13. März 2014 in den Kinos.

## Handlung
Es gibt zwei Arten von Vampiren: Moroi und Strigoi. Moroi sind sterbliche und gute Vampire, während die Strigoi bösartig, untot und gefährlich sind. Man kann auf zwei Weisen zum Strigoi werden: Entweder wird man durch den Biss eines Strigoi gewaltsam dazu gezwungen, oder man entscheidet sich als Moroi freiwillig dazu und tötet absichtlich beim Trinken einen Menschen. Strigoi versuchen alles um die Moroi zu vernichten, weshalb die Dhampire (halb Mensch, halb Moroi) zu Wächtern ausgebildet werden, um die Moroi vor ihnen zu beschützen.
Die 17-jährige Rose Hathaway ist eine Dhampirin. Sie wird an der Vampire Academy St. Vladimir in Kampftechniken ausgebildet, da sie ihre beste Freundin und Moroi-Prinzessin Vasilissa Dragomir (Spitznamen: Lissa) beschützen muss. Lissa ist die nächste Königin, die aus einer der zwölf königlichen Familien gewählt wird und ein besonderes Element (Wasser, Luft, Feuer oder Erde) besitzt. Rose und Lissa fliehen aus der Academy, nachdem Lissas Eltern und ihr Bruder bei einem Verkehrsunfall ums Leben kamen und daraufhin seltsame Ereignisse an der Academy geschehen sind. Auch Rose kam bei dem Unfall ums Leben, doch Lissa gelang es, sie von den Toten zurückzuholen. Seitdem besteht zwischen den beiden eine Verbindung, die „schattengeküsst“ genannt wird; so weiß Rose um Lissas Gedanken und Gefühle. Zu diesem Zeitpunkt ahnt Lissa noch nicht, dass sie sich für das seltene Element „Geist“ spezialisiert hat. Ihre Lehrerin Mrs. Karp kam dem Element auf die Spur und warnte die beiden damals (vor ihrer Flucht) davor.
Nach einem Jahr auf der Flucht werden Rose und Lissa von Dimitri Belikov, Wächter an der St. Vladimir, zurück zur Academy gebracht. Die Direktorin Ellen Kirova ist entsetzt darüber, dass Rose damals mit Lissa abgehauen ist und will sie der Academy verweisen. Dimitri ist jedoch der Meinung, dass aus Rose eine gute Wächterin werden könnte und sorgt mit Lissas magischer Fürsprache dafür, dass diese an der Schule bleiben darf. Da Rose mit ihrem Training weit zurück ist, bekommt sie Dimitri als Mentor und Trainer. Während des Trainings kommen sich die beiden immer wieder näher und verlieben sich in einander. Zur selben Zeit muss Lissa erkennen, dass ihr Status von damals als Prinzessin weg ist, und sie von allen ignoriert wird. Außerdem muss sie erkennen, dass ihr Ex-Freund Aaron eine neue Freundin namens Mia Rinaldi hat, die einen Hass auf Lissa hat. Lissas Bruder hatte eine Affäre mit Mia, die jedoch mehr wollte und von ihm abserviert wurde. Mit der Zeit freundet Lissa sich mit dem Außenseiter Christian Ozera an, dessen Eltern Strigoi waren. Die beiden kommen sich näher und werden – nach zwischenzeitlichem Hass aufeinander – ein Paar.
Mit der Rückkehr zur Academy kehren auch die seltsamen Ereignisse von damals zurück. So wird Lissas Zimmer mit Blut verschmiert und ihre Katze und andere Tiere ermordet. Mit ihrem Element manipuliert Lissa sich wieder in der Beliebtheit nach oben und gerät deshalb mit Rose aneinander. Diese hat herausgefunden, dass Mrs. Karp nicht mehr für die Academy arbeitet. Sie stellt Nachforschungen an und muss erfahren, dass Mrs. Karp nach dem Weggang von Rose und Lissa verrückt wurde, sich freiwillig von einer Moroi in eine Strigoi verwandelt hat und schließlich aus der Academy ausgebrochen ist. Rose erfährt außerdem, dass Mrs. Karp ebenfalls das Element „Geist“ beherrscht, deswegen verrückt wurde und sich aufgrund der Schmerzen, die das Element mit sich bringt, in eine Strigoi verwandelt hat. Rose ist besorgt und warnt Lissa davor.
Auf dem Academyball deckt Rose Mias Geheimnis als Bluthure auf und sie gesteht gemeinsam mit zwei anderen Moroi Lissas Zimmer verschmiert zu haben. Zur selben Zeit wird Lissa von Victor Dashkov, ein langjähriger Freund ihrer Familie und der rechtmäßige Königsanwärter, entführt. Victor will, dass Lissa ihn mit ihrem Element heilt, damit er somit den Königsthron besteigen kann, der ihm wegen seiner Krankheit verwehrt wurde. Deshalb hat er die Tiere umgebracht; um zu sehen, wie weit Lissas Element ausgeprägt ist. Mit Hilfe ihres Bandes kann Rose Lissa ausfindig machen und schafft es mit Hilfe von Dimitri und Christian Lissa zu befreien und Victor zu stoppen. Doch die vier haben nicht damit gerechnet, dass Victors Tochter Natalie, die eine Freundin von Rose und Lissa ist, sich in eine Strigoi verwandelt hat. Doch sie wird von Dimitri und Rose getötet. Dadurch erfährt Rose, dass Dimitri ihre Liebe erwidert, doch die beiden können wegen des Altersunterschieds und weil sie später beide Lissas Wächter sein werden, nicht zusammen sein.
Der Film endet, als Sonya Karp im nahegelegenen Gebirge ihrer Strigoi-Armee den Angriff auf St. Vladimir ankündigt.

## Synchronisation
Die deutsche Synchronisation fertigte die Synchronfirma Scalamedia GmbH in München/Berlin unter der Dialogregie von Maren Rainer an.
| Rolle                    | Darsteller       | Deutsche Sprecher  |
| ------------------------ | ---------------- | ------------------ |
| Rose Hathaway            | Zoey Deutch      | Lydia Morgenstern  |
| Lissa Dragomir           | Lucy Fry         | Jacqueline Belle   |
| Dimitri Belikov          | Danila Kozlovsky | Jaron Löwenberg    |
| Victor Dashkov           | Gabriel Byrne    | K. Dieter Klebsch  |
| Christian Ozera          | Dominic Sherwood | Konrad Bösherz     |
| Ellen Kirova             | Olga Kurylenko   | Eva Michaelis      |
| Natalie Dashkov          | Sarah Hyland     | Farina Brock       |
| Mason Ashford            | Cameron Monaghan | Tim Schwarzmaier   |
| Mia Rinaldi              | Sami Gayle       | Shandra Schadt     |
| Jesse                    | Ashley Charles   | Benedikt Gutjan    |
| Sonya Karp               | Claire Foy       | Christine Stichler |
| Königin Tatiana Ivashkov | Joely Richardson | Martina Treger     |
| Ray                      | Chris Mason      | Oliver Scheffel    |

## Hintergrund
Im Juni 2010 sicherte sich Preger Entertainment die Filmrechte an der Vampire-Academy-Reihe von Richelle Mead. Einen Monat später konnte man Don Murphy als Produzent verpflichten, der aus dem Roman einen Spielfilm machen soll. Im Dezember 2012 gab man bekannt, dass Daniel Waters das Drehbuch schreiben und sein Bruder Mark die Regie übernehmen wird.
Die zentralen weiblichen Hauptrollen der Rose Hathaway und Lissa Dragomir gingen am 1. Februar an die Amerikanerin Zoey Deutch und an die Australierin Lucy Fry. Ebenfalls Anfang Februar wurde der russische Schauspieler Danila Kozlovsky für die männliche Hauptrolle des Dimitri Belikov vergeben. Die aus James Bond 007: Ein Quantum Trost bekannte Olga Kurylenko wurde am 29. April 2013 für die Rolle der Ellen Kirova gecastet. Weitere Rollen wurden im Mai 2013 mit Gabriel Byrne, Sarah Hyland, Cameron Monaghan, Ashley Charles, Sami Gayle und Claire Foy besetzt. Letzte Rollen gingen an Joely Richardson und an den Newcomer Dominic Sherwood, die die Rollen der Queen Tatiana Ivashkov und des Christian Ozera verkörpern.
Die Dreharbeiten begannen am 28. Mai 2013 in London in den Pinewood Studios und endeten am 20. Juli 2013. Ein Teaser-Trailer erschien im August 2013. Am 21. November 2013 wurde der erste Trailer zu Vampire Academy: Blutsschwestern veröffentlicht. In Deutschland erschien der Teaser am 4. Dezember, und der erste Trailer am 19. Dezember 2013.
Noch vor dem Kinostart wurde der Titelzusatz Blood Sisters im englischen und Blutsschwestern im deutschen Titel gestrichen.

## Rezeption

### Kritik
Der Film erhielt überwiegend negative Kritiken. Bei Rotten Tomatoes erreichte der Film nur von 16 Prozent der Rezensenten eine positive Bewertung.

### Einspielergebnisse
Am Eröffnungswochenende in den US-Kinos nahm der Film knapp vier Millionen US-Dollar ein, womit er unter den Erwartungen des Studios startete. Bei einem Budget von 30 Millionen US-Dollar lag das weltweite Gesamteinspielergebnis des Films bis Ende Juli 2014 bei gerade mal 15,39 Millionen Dollar.
In Deutschland wurde der Film von 77.588 Besuchern gesehen und erzielte einen Umsatz von 573.483 Euro.